# Martin Hollis
Martin Hollis (Leicester, Reino Unido; 20 de junio de 1971) es un diseñador de videojuegos británico. Ha trabajado en la industria de los videojuegos durante más de 20 años y fue el líder de software en la empresa Rare. También fue el director y productor de los videojuegos de disparos en primera persona GoldenEye 007 y Perfect Dark.
Hollis abandonó Rare en 1998, cuando Perfect Dark contaba con 14 meses de desarrollo, para trabajar como asesor en el desarrollo de la videoconsola Nintendo GameCube. Hollis fue el fundador y director ejecutivo la empresa Zoonami.